# Кимберли (округ Австралии)

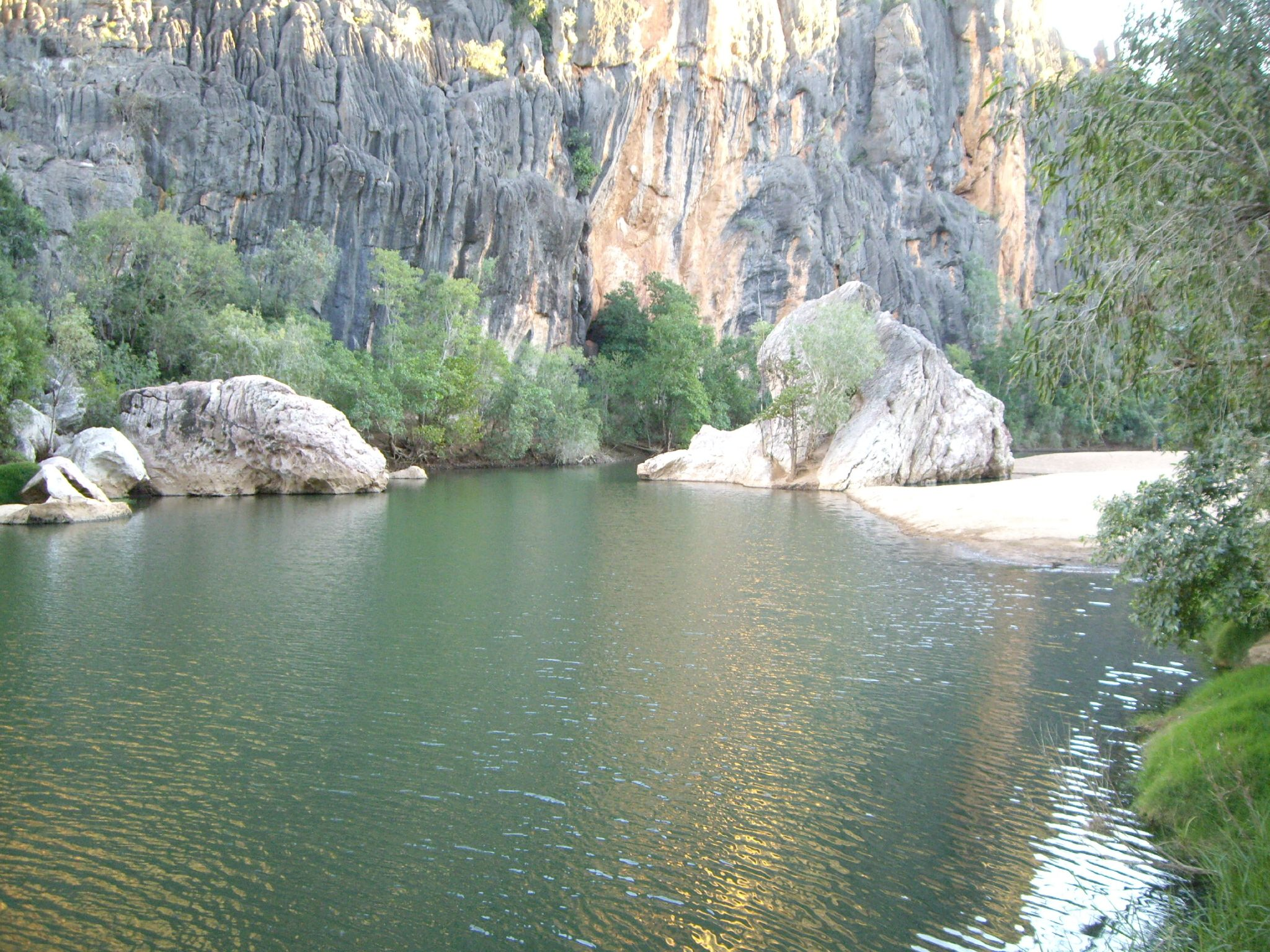
Река Леннарда (Lennard River)

Кимберли — один из девяти округов Западной Австралии, расположенный на севере этого штата. На западе омывается Индийским океаном, на севере — Тиморским морем, на юге ограничен двумя пустынями — Большой Песчаной и Танами, — а на востоке граничит с Северной территорией.

Kimberley region map

На территории Кимберли в пещере DR015 обнаружено древнейшее в Австралии наскальное изображение, возраст которого, определённый радиоуглеродным методом, составляет 17,3±0,2 тыс. лет. В творении древнего человека нетрудно узнать кенгуру.

## Размеры
Площадь территории округа Кимберли — 423 517 км² (163 521 кв. миля), что втрое превышает площадь Англии. Население региона — около 38 тыс. человек.